# Зелёный Гай (Тельмановский район)
Зелёный Гай (укр. Зелений Гай) — село на Украине, находится в Тельмановском районе Донецкой области. Под контролем самопровозглашённой Донецкой Народной Республики.

## География
К востоку от населённого пункта проходит граница между Украиной и Россией.

#### Соседние населённые пункты по странам света
С: Котляровское
СЗ: Октябрьское, Кузнецово-Михайловка, Черевковское
СВ: Выселки, Деркачева, Григорьевка (Российская Федерация)
З: Греково-Александровка, Первомайское
В: —
ЮЗ: Михайловка, Садки, Зори
ЮВ: —
Ю: Новоалександровка

## Население
Население по переписи 2001 года составляло 118 человек.

## Общие сведения
Код КОАТУУ — 1424883203. Почтовый индекс — 87170. Телефонный код — 6279.

## Адрес местного совета
87170, Донецкая область, Тельмановский р-н, с.Михайловка, ул.Центральная, 13а